# El Vallecillo
El Vallecillo es un municipio y localidad española de la provincia de Teruel, en la comunidad autónoma de Aragón. El término municipal, ubicado en la comarca de la Sierra de Albarracín, tiene una población de 37 habitantes (INE 2024).

## Geografía

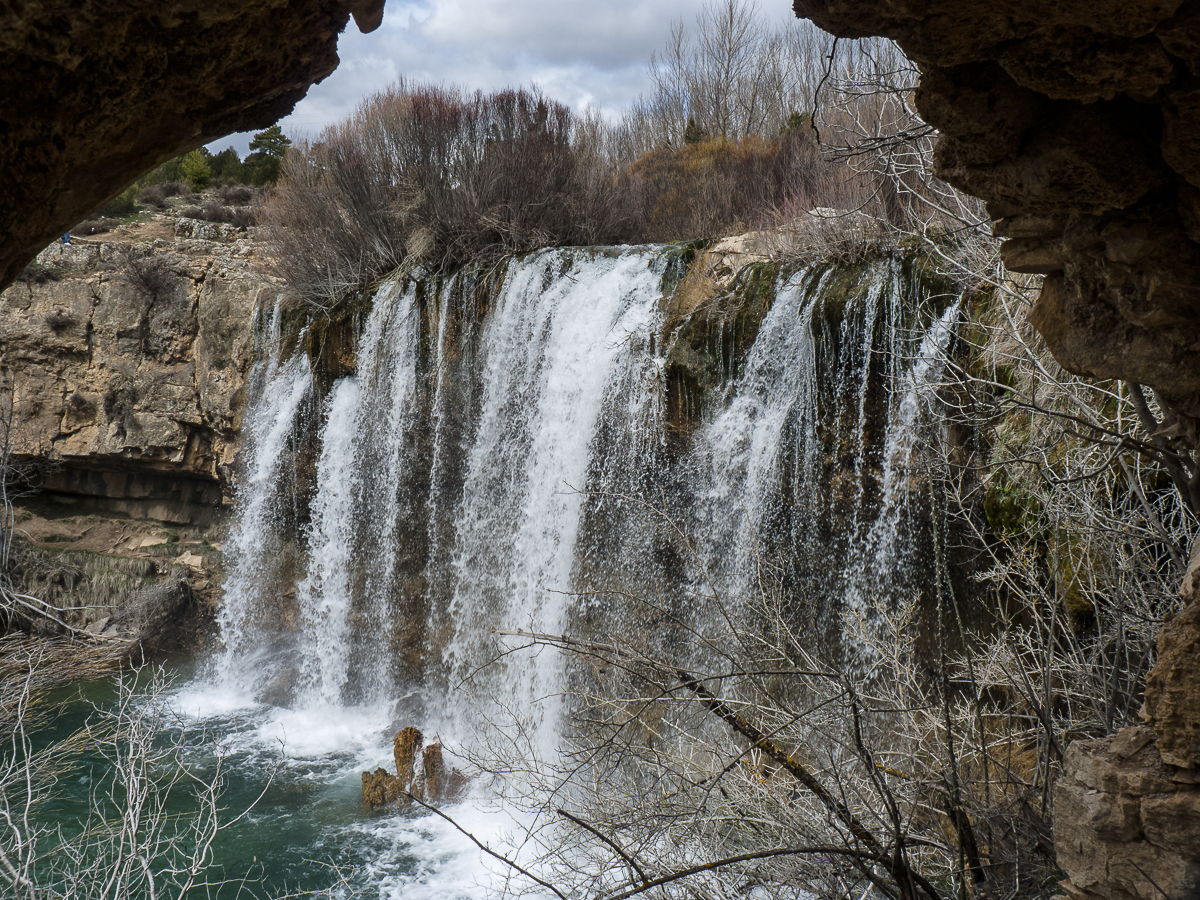
Cascada del Molino de San Pedro

El municipio tiene un área de 21,59 km². El lugar se encuentra a una altitud de unos 1421 m sobre el nivel del mar. El Vallecillo se encuentra en el suroeste de la provincia de Teruel y al sur de la sierra de Albarracín, en una escarpada ladera junto al río Cabriel. Es un típico núcleo de montaña con viviendas realizadas mayoritariamente en piedra.
Muy cerca de la localidad se encuentran dos espacios naturales de interés, los ojos del río Cabriel y la cascada del Molino de San Pedro. En la zona también está ubicada la cueva de La Obriga.

## Historia
El 21 de junio de 1257, por privilegio del rey Jaime I dado en Teruel, este lugar pasa a formar parte de Sesma de Frías de Albarracín en la Comunidad de Santa María de Albarracín, que dependían directamente del rey, perdurando este régimen administrativo siendo la única que ha permanecido viva tras la aplicación del Decreto de Disolución de las mismas, en 1837, teniendo su sede actual en Tramacastilla.
A mediados del siglo XIX, el lugar tenía contabilizada una población de 352 habitantes. Aparece descrito en el decimoquinto volumen del Diccionario geográfico-estadístico-histórico de España y sus posesiones de Ultramar de Pascual Madoz de la siguiente manera:

VALLECILLO: l. con ayunt. en la prov. de Teruel (9 leg.), part. jud. y dióc. de Albarracin (5), aud. terr. de Zaragoza (29) y c. g. de Aragon. sit. en terreno quebrado y montuoso al terminar la sierra de Albarracin y á 1/2 leg. de dist. de los confines de la prov. con la de Cuenca; el clima es frio pero muy sano. Tiene unas 100 casas, con la del ayunt., repartidas en cuatro calles; una escuela de instruccion primaria concurrida por 22 niños; dos fuentes de cuyas aguas usan los vec.; igl. parr. (La Sma. Trinidad) servida por un cura de entrada y de provision ordinaria, y un cementerio ventilado. Confina el térm. por el N. con el de Frias; E. Masegoso; S. Salvacañete, y O. Zafrilla. El terreno es áspero, quebrado y de mala calidad, con algunas manchas de pinos y enebros. Los caminos conducen á los pueblos inmediatos. El correo se recibe de Albarracin. prod.: centeno, cebada, avena y pastos; hay ganado lanar y cabrio, y caza de perdices y liebres. pobl.: 88 vec., 352 alm. riqueza imp.: 40,114 rs. El presupuesto municipal asciende á 6,320 rs. y se cubren por reparto vecinal.
(Madoz, 1849, p. 599)

## Demografía
El Vallecillo cuenta con una población de 37 habitantes (INE 2024).
| Gráfica de evolución demográfica de El Vallecillo entre 1842 y 2021                                                 |
| |
| Población de derecho según los censos de población del INE Población de hecho según los censos de población del INE |

## Administración y política
| Período   | Alcalde                 | Partido |  |
| --------- | ----------------------- | ------- |  |
| 1979-1983 | Carpo Domingo Marín     | CD      |  |
| 1983-1987 |                         |         |  |
| 1987-1991 |                         |         |  |
| 1991-1995 |                         |         |  |
| 1995-1999 |                         |         |  |
| 1999-2003 |                         |         |  |
| 2003-2007 | Santiago Giménez Pérez  | PSOE    |  |
| 2007-2011 | Santiago Giménez Pérez  | PSOE    |  |
| 2011-2015 | Pascual Giménez Soriano | PP      |  |

| Partido político    | Partido político                                   | 2003   | 2007   | 2011   | 2015   |
| Partido político    | Partido político                                   | Ediles | Ediles | Ediles | Ediles |
|                     | Partido Popular de Aragón (PP)                     | —      | —      | 1      | 1      |
|                     | Chunta Aragonesista (CHA)                          | —      | —      | —      | —      |
|                     | Partido de los Socialistas de Aragón (PSOE-Aragón) | 1      | 1      | —      | —      |
|                     | Partido Aragonés (PAR)                             | —      | —      | —      | —      |
| Total de concejales | Total de concejales                                | 1      | 1      | 1      | 1      |

## Patrimonio
- Iglesia parroquial católica de la Santísima Trinidad,[4] del siglo XVIII.
- Ermita y Masía de San Pedro.